# Чукљеник (Лесковац)
Чукљеник је насељено место града Лесковца у Јабланичком округу. Према попису из 2022. било је 440 становника (према попису из 2002. било је 636 становника).
Овде се налази Манастир Чукљеник.

## Етимологија
Појам Чукљеник се, писан малим словом, користи за означавање места на коме се креше храстова шума за лиснике. Говорни језик овог региона познаје и глагол чукљати, чији је синоним глагол кресати. Према неким изворима, село је добило име од посеченог дрвећа на овом месту, од пањева - чукаља, с тим да трпни придев чукљан има значење посечен. Простор на коме се данас налази село био је раније у саставу села Накривањ, па су Накривчани, за зимску прехрану своје стоке, на овом месту чукљали - кресали шуму, која је прекривалала цео крај. Дакле, то место је било чукљеник села Накривањ. Када је село почело да се засељује оно је добило назив који се за овај локалитет већ био одомаћио и од чукљеника постао село Чукљеник.

## Положај
Село је засељено на излазу Чукљеничке и Мале реке из планине, а једним делом завучено је у ждрело Чукљеничке реке, тако да је по типу ово село најизразитије подпланинско село изнад кога се, непосредно, дижу стрми превоји планинског масива Кукавице. Од Стројковца, као раскрснице путева, Чукљеник је удељен шест километара, а од самог Лесковца 17 километара. Идући уз Накривањску реку, он је последње насеље у Поречју на тој страни.

## Географија
У атару села нема праве равнице, па је ово село релативно најсиромашније у обрадивој земљи. Од њега има нешто мање обрадиве земље само Шаиновац који је, према броју становника, од Чукљеника чак три пута мањи. Укупна површина свих врста земљишта у чукљеничком атару износи 790 хектара. Од тога обрадиве површине заузимају свега 117 хектара, док је под шумом чак 494 хектара, односно нешто више од четири пута.

### Хидрографија
Село је подигнуто на обема обалама Чукљеничке реке, мада је онај део на десној обали знатно већи. У горњем делу села у Чукљеничку реку се улива Мала река која повећава водену масу Чукљеничке реке. Одмах испод састава Чукљеничке и Мале реке мештани су ископали канал с леве стране реке, који са западне стране опасује онај део села који се налази на левој обали Чукљеничке реке. Тај канал служи за наводњавање башта и воћњака, а на њему су подигнуте и неке воденице мештана. Захваљујући двема рекама и каналу, село је богато текућом водом, а на левој обали Чукљеничке реке, пре ушћа Мале реке, подигнута је позната чесма са водом за пиће. Иначе, изданске воде су плитке, тако да мештани поседују велики број бунара, чија је вода по тврдоћи слична оној у реци.

## Историја
Изнад села постоји у планини локалитет Романица, чији назив указује на променљиво становништво овог краја пре доласка Словена. Из те далеке прошлости овог региона забележени су остаци града Кулине, „на врху стене у чукљеничком ждрелу”. Но, најзначајнији споменик јесте црква посвећена Светом Николи, подигнута под ћувиком званом Црквени чукар, одмах после састава Мале и Чукљеничке реке. Овде је некада био манастир, а данашња црква је манастирска. Није познато када је чукљенички манастир подигнут. Према неким изворима, из овог манастира су се током Велике сеобе Срба под Арсенијем Чарнојевићем одавде иселила три калуђера, што наводи на закључак да је манастир постојао још у првој половини 18. века. У цркви се данас чува минеј који је манастиру поклонио свештеник Костадин Николић 1873. године. Веома је карактеристичан запис на црквеној воденици на самом саставу Мале и Чукљеничке реке. Запис потиче из 1786. године и гласи: „На лето, господње 1786. год. тој пише оче Јоаникије сеј и Игњатије”, што указује на то да је ове године или подигнута или реновирана манастриска воденица и да су у манастиру у том периоду били калуђери Јоаникије и Игњатије. Манастирска црква је након ослобођења, 1884. године, претворена у мирску. Живописана је, али су фреске данас прилично потамнеле од дима, с обзиром да је црква била паљена. У црквеном дворишту је до Другог светског рата постојао и велики конак на спрату, подигнут 1853. године, а просторије овог конака коришћене су за једну од прве две школе манастирског типа у Поречју пре ослобођења од Турака. У порти цркве сахрањено је тело погинулог Владимира - Влајка Стојановића, вође поречког устанка из 1887. године. На гробу је подигнут и споменик са натписом.

## Демографија
По попису из 1959. године, у селу је живело 629 становника, од тога 296 мушкараца, а 333 жена. Важно је напоменути да је попис утврђивао и број родова и њихово порекло, па се тако дошло до резултата да је највећи број мештана досељен, махом из Црне Траве и Пољанице, који су населили ове просторе након првог српског устанка. Ово само иде у прилог томе да је Чукљеник као насеље формирано релативно касно, а да је пре тога био само чукљеник села Накривња. Друго, манастир Чукљеник је засигурно старији од самог села, али, уосталом, манастири се не подижу у самом насељу, већ даље од њега. Када је манастир подигнут, Накривањ је био удаљен од њега свега 2-3 километра, а област око манастира била је под храстовом шумом, па не чуди што се манастир у прошлости називао и Накривањски манастир.
У насељу Чукљеник живи 337 пунолетних становника, а просечна старост становништва износи 45,8 година (45,21 код мушкараца и 46,42 код жена). У насељу има 113 домаћинстава, а просечан број чланова по домаћинству је 3,89.
Ово насеље је великим делом насељено Србима (према попису из 2002. године), а у последња три пописа, примећен је пад у броју становника.
|  |

| Демографија | Демографија | Демографија |
| Година      | Становника  | Становника  |
| ----------- | ----------- | ----------- |
| 1948.       | 537         |             |
| 1953.       | 629         |             |
| 1961.       | 680         |             |
| 1971.       | 647         |             |
| 1981.       | 715         |             |
| 1991.       | 694         | 687         |
| 2002.       | 636         | 679         |
| 2011.       | 566         |             |
| 2022.       | 440         |             |

| Етнички састав према попису из 2002.‍ | Етнички састав према попису из 2002.‍ | Етнички састав према попису из 2002.‍ | Етнички састав према попису из 2002.‍ | Етнички састав према попису из 2002.‍ |
| ------------------------------------ | ------------------------------------ | ------------------------------------ | ------------------------------------ | ------------------------------------ |
|                                      |                                      |                                      |                                      |                                      |
| Срби                                 | Срби                                 |                                      | 633                                  | 99,52%                               |
| Црногорци                            | Црногорци                            |                                      | 1                                    | 0,15%                                |
| Југословени                          | Југословени                          |                                      | 1                                    | 0,15%                                |
| непознато                            | непознато                            |                                      | 1                                    | 0,15%                                |

| Година пописа     | 1948. | 1953. | 1961. | 1971. | 1981. | 1991. | 2002. |
| ----------------- | ----- | ----- | ----- | ----- | ----- | ----- | ----- |
| Број домаћинстава | 92    | 106   | 124   | 139   | 155   | 152   | 166   |

| Број чланова      | 1  | 2  | 3  | 4  | 5  | 6  | 7  | 8 | 9 | 10 и више | Просек |
| ----------------- | -- | -- | -- | -- | -- | -- | -- | - | - | --------- | ------ |
| Број домаћинстава | 18 | 34 | 19 | 36 | 26 | 17 | 13 | 1 | 2 | 0         | 3,83   |

| Пол    | Укупно | Неожењен/Неудата | Ожењен/Удата | Удовац/Удовица | Разведен/Разведена | Непознато |
| ------ | ------ | ---------------- | ------------ | -------------- | ------------------ | --------- |
| Мушки  | 270    | 47               | 195          | 25             | 3                  | 0         |
| Женски | 269    | 25               | 195          | 43             | 6                  | 0         |
| УКУПНО | 539    | 72               | 390          | 68             | 9                  | 0         |

| Пол    | Укупно                    | Пољопривреда, лов и шумарство | Рибарство                            | Вађење руде и камена | Прерађивачка индустрија       |
| ------ | ------------------------- | ----------------------------- | ------------------------------------ | -------------------- | ----------------------------- |
| Мушки  | 154                       | 78                            | 0                                    | 0                    | 51                            |
| Женски | 69                        | 37                            | 0                                    | 0                    | 24                            |
| УКУПНО | 223                       | 115                           | 0                                    | 0                    | 75                            |
| Пол    | Производња и снабдевање   | Грађевинарство                | Трговина                             | Хотели и ресторани   | Саобраћај, складиштење и везе |
| Мушки  | 1                         | 1                             | 8                                    | 1                    | 2                             |
| Женски | 0                         | 0                             | 3                                    | 0                    | 2                             |
| УКУПНО | 1                         | 1                             | 11                                   | 1                    | 4                             |
| Пол    | Финансијско посредовање   | Некретнине                    | Државна управа и одбрана             | Образовање           | Здравствени и социјални рад   |
| Мушки  | 0                         | 0                             | 5                                    | 2                    | 2                             |
| Женски | 0                         | 0                             | 0                                    | 1                    | 2                             |
| УКУПНО | 0                         | 0                             | 5                                    | 3                    | 4                             |
| Пол    | Остале услужне активности | Приватна домаћинства          | Екстериторијалне организације и тела | Непознато            | Непознато                     |
| Мушки  | 2                         | 0                             | 0                                    | 1                    | 1                             |
| Женски | 0                         | 0                             | 0                                    | 0                    | 0                             |
| УКУПНО | 2                         | 0                             | 0                                    | 1                    | 1                             |

## Саобраћај
До пре око 150 година кроз село је пролазио главни трансбалкански лонгитудинални пут који је спајао Београд и Солун. Одмах изнад места где се Мала река улива у Чукљеничку почиње рид који се зове Друм. Овим ридом ишла је главна варијанта пута између Лесковца и Врања и кретала се по планинском билу које чине развође - вододелницу између Ветернице у Јужне Мораве. Пре нешто више од 150 овај пут изгубио је значај велике саобраћајнице јер је ту улогу преузео нови пут Мидхат-паше изграђен у долини Јужне Мораве. Сада до Чукљеника води асфалтирани пут који иде преко Накривња. Он се уз Чукљеничку реку продужује у дубину Кукавице и служи за експлоатацију шумског богатства Кукавице у овом региону.
Од Чукљеника се, испод црквеног воћњака, одваја пут који води до села Тулова, а одатле, низ Туловску реку, силази до Јужне Мораве. Сходно свим овим околностима, Чукљеник је данас остао на периферији локалних саобраћајница, повезан само једним асфалтираним путем са остатком Поречја.

## Привреда
Као и у свим селима Поречја, и мештани Чукљеника се претежно баве пољопривредом. Баве се и сточарством, али не у оној мери у којој су се раније бавили. Раније је готово свако домаћинство имало бар по две краве, а поједина домаћинства чувала су снажне волове које су користили за превоз и продају дрва за огрев. Данас се волови уопште и не чувају, а само један део становништва чува крупну и ситну стоку. У атару села данас постоји велики број места која у свом називу садрже појам бача (бачија), као што су рецимо Јовчина, Качарова, Шопска бача и друге. Ови називи указују на то да се некада у великој мери чувала крупна и ситна стока у такозваним бачијама, где је пасла током целог лета на планини, а пред зиму враћала у село. Када је реч о пољопривреди, Чукљеничани на својим ораницама претежно саде све врсте житарица. У последњих пар деценија порастао је и тренд воћарства, па су тако најчешће културе које се могу срести у атару села воћке попут крушака вишања, малина, купина, шљива и јагода. Поврће се такође гаји, али се оно, за разлику од воћа и житарица, не продаје, већ сади за сопствене потребе. Од повртарских култура најчешће су кромпир, пасуљ, боранија, грашак, лук, паприка, парадајз и краставац.
У прошлости су доста биле заступљене сезонске миграције, када је један добар део становништва одлазио претежно у Банат како би брали кукуруз и друге културе.
Пре Другог светског рата, Чукљеник је важио за атомску бању и многе лесковачке породице долазиле су у ово село како би уживале у природи, чистом ваздуху и свежој, бистрој води. Приликом сабора и других сеоских свечаности, у Чукљеник је долазио велики број људи, било код својих рођака и пријатеља, било као гости самог села.

## Галерија
- Мала река у Чукљенику
- Мала река у Чукљенику
- Воденица на Малој реци у Чукљенику
- Воденица на Малој реци у Чукљенику
- Воденица на Малој реци у Чукљенику
- Манастирска воденица надомак црквене порте
- Воденица на Малој реци у Чукљенику
- Воденица на Малој реци у Чукљенику
- Истурено одељење ОШ “Бора Станковић” из Вучја
- Улаз у цркву Светог Николе
- Панорама села.